# نهائي كأس ألمانيا 1996
نهائي كأس ألمانيا 1996 هي المباراة النهائية من منافسة كأس ألمانيا 1995–96، أقيمت المباراة في 25 مايو 1996، في الملعب الأولمبي، بين فريقي نادي كارلسروه، ونادي كايزرسلاوترن، وفاز فيها نادي كايزرسلاوترن، بعد أن هزم نادي كارلسروه، بنتيجة 0 - 1، وكان حكم المباراة هلموت كروغ، وحضر المباراة 75800 شخصاً.

## تفاصيل المباراة
لعبت المباراة النهائية في 25 مايو 1996.
| نادي كارلسروه | 0 -1 | نادي كايزرسلاوترن |
| ------------- | ---- | ----------------- |
|               |      | مارتن فاغنر 42 '  |